# SN 2003dg
SN 2003dg – supernowa typu Ib/c-pec odkryta 8 kwietnia 2003 roku w galaktyce UGC 6934. W momencie odkrycia miała maksymalną jasność 19,30m.